# Crush Management
Crush Management (actualmente llamada Crush Music) es una compañía discográfica americana fundada en 2003 por Bob McLynn (miembro del grupo The Step Kings), John Grady y Jonathan Daniel (miembro del grupo Electric Angels), que promueve la difusión del pop, con el rock en una forma moderna.

## Algunos artistas conocidos de la compañía
- Andrew McMahon in the Wilderness
- Butch Walker
- Fall Out Boy
- Gym Class Heroes
- Kesha
- Kiesza
- Lorde
- Lykke Li
- Matt Nathanson
- Panic! at the Disco
- Sia
- Weezer
- Miley Cyrus